# Exloo

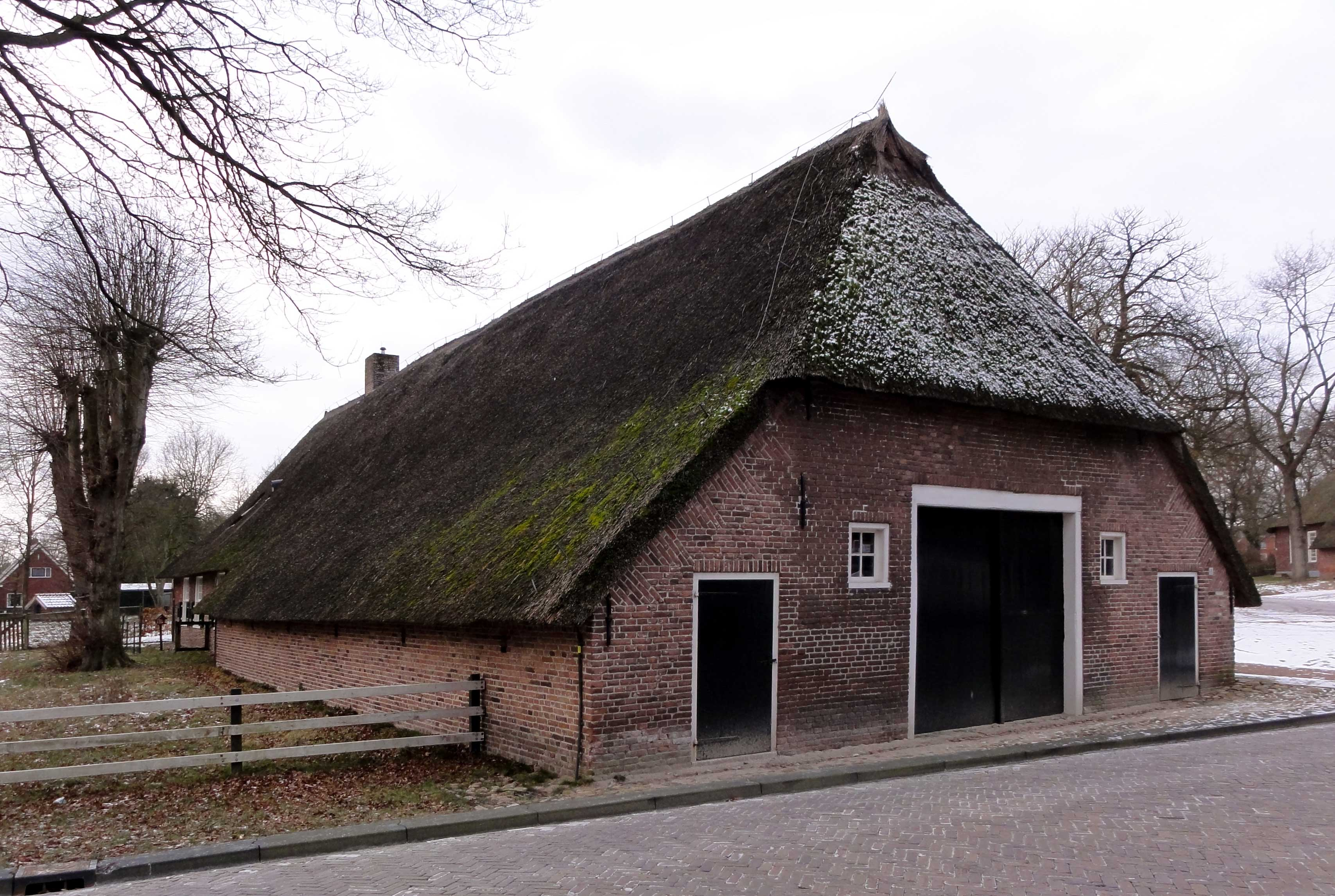
Edificio classificato come rijksmonument ad Exloo

Exloo (in Drents: Eksel) è una località di circa 1.600 abitanti del nord-est dei Paesi Bassi, facente parte della provincia della Drenthe e situata ai piedi della Hondsrug e a pochi chilometri dal confine con la Germania. È il capoluogo del comune di Borger-Odoorn; fino al 1997 ha fatto invece parte del soppresso comune di Odoorn.

## Etimologia
Il toponimo Exloo significa letteralmente "bosco delle querce", essendo formato dalle parole ek e loo, che in antico sassone significavano infatti rispettivamente "quercia" e "bosco".

## Geografia fisica

### Collocazione
Exloo si trova nella parte centro-orientale della provincia della Drenthe, a sud della Hondsrug e all'incirca a metà strada tra Borger ed Emmen (rispettivamente a sud-est della prima e a nord della seconda).

## Società

### Evoluzione demografica
Al censimento del 1º gennaio 2014, Exloo contava una popolazione pari a 1.635 abitanti, di cui 845 erano donne e 790 erano uomini. L'anno precedente contava invece una popolazione pari a 1.652 abitanti.

## Storia
Nel 1884 la località fu colpita da un devastante incendio che distrusse completamente 18 edifici.
Un altro incendio danneggiò nel 1934 il municipio.
Il 12 giugno 2010 fu installato ad Exloo, alla presenza della regina Beatrice, il più grande radiotelescopio del mondo, formato da circa 25.000 piccole antenne.

## Archeologia

### Collana di Exloo
Nel vicino villaggio di Eerste Exloërmond è stata rinvenuta nel 1881 la cosiddetta "collana di Exloo", un manufatto risalente all'Età del Bronzo e formato da 14 perle in ambra, 4 perle in maiolica e 25 perle in stagno.

### Monumenti megalitici
Nei dintorni di Exloo sono stati inoltre rinvenuti due monumenti megalitici il dolmen D30 e il dolmen D31
|  |

## Sport
Ad Exloo ha luogo la corsa ciclistica in linea denominata Kasseien Omloop Exloo 
Nella cittadina si trova inoltre il Golfpark Exloo.